# Писсис, Стелиос
Стелиос Писсис (греч.  Στέλιος Πισής; 19 сентября 1976, Лимасол, Лимасол — 18 октября 2024, Лимасол, Лимасол) — киприотский певец и композитор, который активно занимался благотворительной деятельностью.

## Биография
Стелиос Писсис родился в Лимасоле в 1976 году. В пять лет проявился его музыкальный талант. В это же время врачи ему поставили диагноз — мышечная дистрофия Дюшена, которая поражает мышцы пациента в результате прогрессивного паралича мышц. С 1990 года он начал писать музыку и песни. В 1994 году он занял первое место в конкурсе песен на Кипре с песней «Это драгоценный камень с неба», которую он исполнял сам. Через год получил премию ЮНЕСКО в рамках программы «Художники без границ» за песню «Мозаика», посвящённую мозаике церкви Панагии Канакарии на Кипре, что находится на территории, оккупированной Турцией. В 1996 году он начинает работать с современными музыкальными технологиями, начиная с использования компьютеров и синтезаторов. Он написал ряд песен, посвященных проблемам Кипра, которые он интерпретировал и выпустил на CD на Кипре в 1997 году под названием «Мозаика». Все средства, вырученные от продажи диска, были направлены на благотворительность. Это был первый сольный альбом Стелиоса.
В 1999 году сотрудничает с Президентским оркестром Российской Федерации под руководством дирижёра Павла Oвсянникова. В 1999 году был выпущен второй сольный альбом, под названием «Избыток» («Υπέρβαση»), который включал оркестровую музыку. В марте 2000 года Стелиос передаёт средства от продажи двух дисков по случаю «Телемарафон» на Кипре для нужд пациентов с мышечной дистрофией. В последние годы состояние здоровья постепенно ухудшалось, болезнь держит его постоянно в постели с респиратором, работает только один палец на руке, но он продолжает создавать музыку. В 2005 году выходит новый диск. Песни, которые вошли в диск, исполняют знаменитые греческие певцы, певцы Кипра и сам композитор. В альбом вошли двенадцать песен, которые были написаны между 1999—2005 гг. Предисловие к третьему альбому написал Йоргос Даларас. Средства от продажи альбома были предназначены для оказания помощи жертвам цунами, обрушившегося на Азию в 2005 году.
В 2007 году Стелиос написал песню «Поговори со мной» («Μίλα μου») для одноименного сериала, премьера которого состоялась 15 октября 2007 года на телеканале Sigma. Песню исполнял Антонис Ремос.
В феврале 2007 года вышел документальный фильм «Stelios», который был представлен на 4 фестивале короткометражного документального кино Кипра. Фильм получил первую премию за лучшую музыку, которая была написана Писсисом. Фильм вышел за пределы Кипра, он был представлен в Греции, Италии, Канаде и Индии.
26 января 2009 года состоялся большой концерт в честь Стелиоса в Лимасоле под названием «Свет в окне».
В июле 2010 года вышел новый CD-сингл Стелиоса, который включает гимн Ассоциации родителей и друзей детей с больным сердцем.
2 февраля 2011 года состоялся концерт, посвященный 20-летию творческой деятельности Стелиоса. В концерте приняли участие Антонис Ремос, Антонис Вардис, Колис Теодору, Ставрос Константину и другие артисты. Концерт состоялся при поддержке Ассоциации родителей и друзей детей с заболеваниями сердца под эгидой министра здравоохранения Кристоса Патсалидиса.
Умер 18 октября 2024 года от мышечной дистрофии в возрасте 48 лет.

## Награды
- 27 июня 2005 года Стелиос был награждён премией «Человек года 2004 (Кипр)».
- 9 мая 2006 года Стелиос получил приз «сила воли и души» в общенациональном издании премии «Человек года 2005 года (Греция)»
- В 2008 году он был удостоен Государственной премии «Персона года 2007».
- 5 февраля 2009 года присуждена премия Международной конвенции по защите прав интеллектуальной собственности.
- 20 июня 2009 года Стелиос удостоен премии в области культуры 2009 года.

## Дискография
- 1997 — «Ψηφίδες»
- 1999 — «Υπέρβαση»
- 2005 — Κασταλίας και Σειρήνων"
- 2008 — «Μίλα μου»